# După 16 ani
După 16 ani este un film românesc din 1974 regizat de Jean Petrovici.